# Dancing Crazy
"Dancing Crazy" è una canzone della cantante americana Miranda Cosgrove. Il singolo è stato co-scritto da Avril Lavigne, Max Martin e Shellback e prodotto da Martin e Shellback per il secondo EP della Cosgrove, High Maintenance, pubblicato il 15 marzo 2011. La canzone è stata distribuita in anteprima il 15 dicembre 2010, prima di essere resa disponibile digitalmente il 21 dicembre 2010 come singolo principale dell'EP.

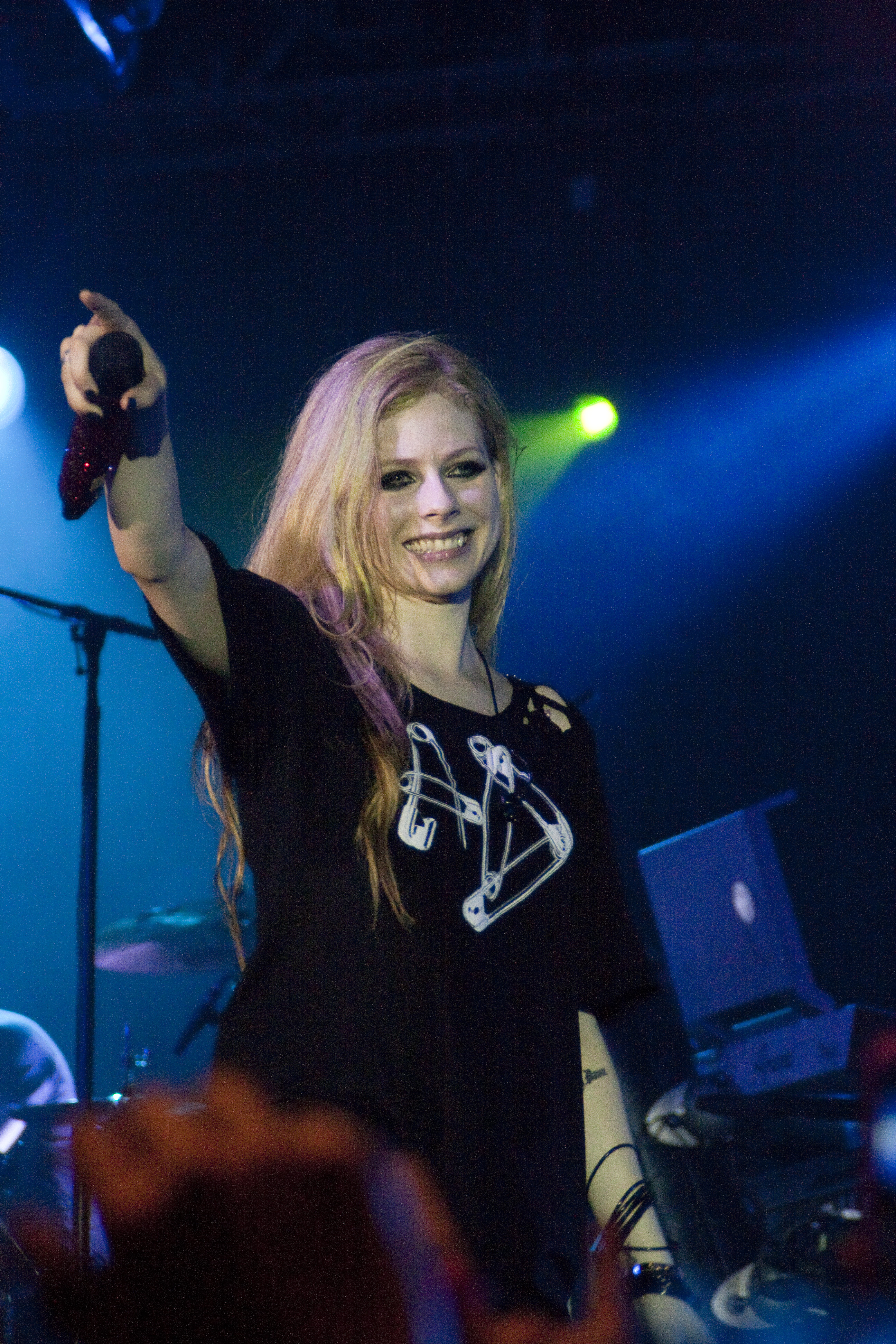
Avril Lavigne ha scritto la canzone sul ballo durante la notte.

## Scrittura e produzione
"Dancing Crazy" è stata scritta da Avril Lavigne, Max Martin, e Shellback, che hanno poi scritto la canzone di Avril "What the Hell". "Dancing Crazy" è stata anche prodotta da Martin e Shellback.

## Composizione
"Dancing Crazy" è una traccia pop rock, pop e dance-pop.La canzone presenta alla fine la parola "Smack".

## Video musicale
Il music video di "Dancing Crazy" è stato annunciato per la prima volta dalla Cosgrove durante un'intervista per il The Today Show. Inoltra ha mostrato un estratto del music video.

## Classifiche
| Classifica (2011)               | Posizione più alta |
| ------------------------------- | ------------------ |
| Japan (Billboard Japan Hot 100) | 56                 |
| Slovakia (IFPI)                 | 17                 |
| US Billboard Hot 100            | 100                |
| US Pop Songs (Billboard)        | 36                 |
| Ukraine (FDR Pop)               | 13                 |

## Uscita
| Paese         | Data             | Formato               | Etichetta        |
| ------------- | ---------------- | --------------------- | ---------------- |
| Canada        | 21 dicembre 2010 | CD / Digital download | Sony Music       |
| United States | 21 dicembre 2010 | CD / Digital download | Columbia Records |